# Trichomma lepidum
Trichomma lepidum är en stekelart som beskrevs av Wang 1988. Trichomma lepidum ingår i släktet Trichomma och familjen brokparasitsteklar. Inga underarter finns listade i Catalogue of Life.